# En affære
En affære (engelska: An Affair) är en norsk erotisk thriller från 2018, regisserad  av Henrik Martin Dahlsbakken. Den hade norsk premiär på Bergen International Film Festival den 3 oktober 2018, och sedan biopremiär i hela Norge den 5 oktober 2018. 

## Handling
Anita går från att vara gymnast till att jobba som idrottslärare på en gymnasieskola, där hon träffar eleven Markus. Anita blir smickrad av uppmärksamheten hon får av Markus, men snart sätter det både henne och hela hennes liv helt ur balans. 

## Rollista (i urval)
- Andrea Bræin Hovig – Anita
- Tarjei Sandvik Moe – Markus
- Carsten Bjørnlund – Hasse
- Anneke von der Lippe – Unni
- Lea Meyer – Mina
- Mattias Herman Nyquist – Frode